# スズキ・チョイノリ
スズキ・チョイノリはスズキが、2003年2月11日に発売した原付スクーターである。ガソリンバイクとしてのチョイノリは2007年8月末をもって生産を終了した。
2024年現在、チョイノリのコンセプトを継承した電動スクーターの「eチョイノリ（e-choinori）」が開発中で、原付に対して新排ガス規制が適用される2025年11月までの登場が期待されている。

## 概要
コンセプトは「ちょい乗り」。通勤通学の交通手段として、目的を近距離の移動だけに絞り軽量簡素化した他、国内生産でどこまで安くできるかが課題になっており、各部品のコンパクト化や、新開発エンジン・新設計フレームの採用、樹脂部品の集約などにより従来車との比較で約4割の軽量化を実現した他、部品点数を約3割削減、ボルト・ナット類の締め付け箇所を約5割削減するなど設計・生産段階での合理化を追求した。その結果、最廉価モデルで59,800円（税抜定価）という、同時期の中国製原付スクーターを下回る新車価格を実現した。
エンジンは49cc、2ps/5,500rpmで、飛沫（オイルミスト、はねかけ式）潤滑方式の4サイクルOHVを採用している。実態は、開発コスト節減と生産上のスケールメリットを考慮し、既存の汎用動力用エンジンをベースに転用したもので、要求性能の水準から低出力で割り切った産物である。簡素化のためリアサスペンションはなく、一般の自転車や戦前の古典オートバイ同様、車軸がフレームに直付けされている。したがってエンジンはフレーム側に固定搭載となり、一般スクーターのようなエンジンとミッションケースによるいわゆる「ユニットスイング」構造は持たない。前照灯はロービーム専用、最廉価モデルはキックスタータのみ搭載。チョークは手動、燃料計や警告灯もなく、燃料切れには燃料コックのリザーブポジションで対応した。
企画段階での市場調査において、原付ユーザーの平均的な一回の移動距離が2kmに満たないことが判明したことが企画の出発点になっている。既存の50ccスクーターから装備を削ぎ落としていくのではなく、必要最低限のものだけを積み重ねていくことが開発思想であった。
後にカスタム仕様の「チョイノリSS」が追加発売された。このチョイノリSSは、主にフロント周りの外装を変更することで、スポーティな外観に仕上げられている。
初期型はカムシャフトの材質やキックペダルの構造が適切でなく、これに起因する故障が相次いだが、2004年型以降（チョイノリSSの全車両も含む）では改善されている。
2005年には台湾の現地法人である台鈴工業でも生産と販売が開始され、2006年に台湾限定でキティちゃん仕様が発売された。
フキ・プランニングのモペッドを除くと、日本メーカーのオートバイとしては最低のスペックである。そのためオートバイ雑誌、電子掲示板などでは一種のお楽しみ企画として、チョイノリによる遠距離ツーリングがしばしば話題に挙がった。
2007年7月までの生産台数は10万台を突破したが、簡易なエンジン構造から自動車排出ガス規制の強化には対応できず、同年8月末をもって日本での生産・販売は終了となった。